# Operacja Ironside

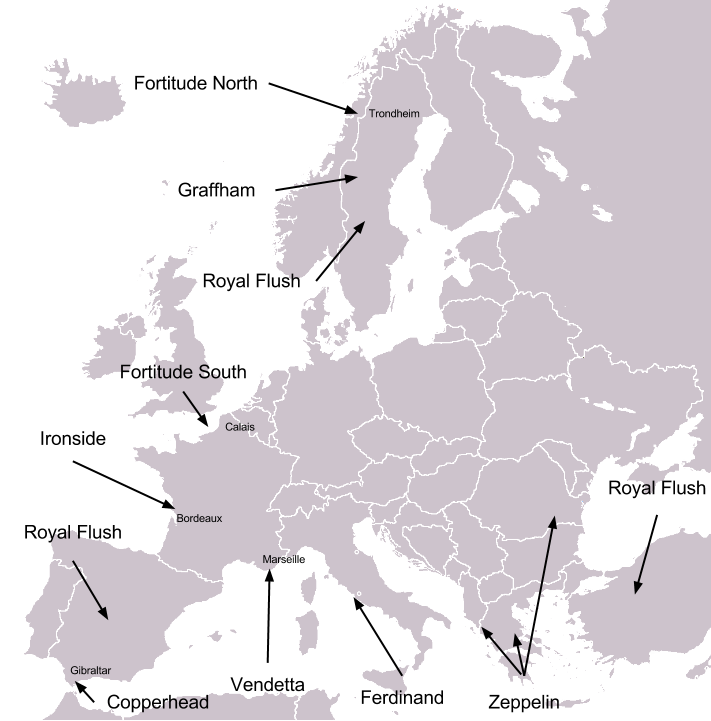
Przedstawiane miejsca lądowań

Operacja Ironside – operacja aliantów w czasie II wojny światowej, której zadaniem było zmylenie wywiadu i sztabu niemieckiego co do prawdziwych planów aliantów, jakimi było lądowanie w Normandii. Była to część operacji Bodyguard.
Głównym celem operacji było powstrzymanie Niemców przed przerzuceniem wojsk do Normandii z innych rejonów Francji. Operacja zakładała wywołanie wrażenia, że dwa tygodnie po głównym ataku nastąpi kolejna inwazja na zachodnim wybrzeżu Francji. Atak miał być przeprowadzony bezpośrednio ze Stanów Zjednoczonych i Azorów.
Elementem operacji Ironside było przekazanie przez podwójną agentkę (kryptonim Bronx) w Wielkiej Brytanii niemieckim agentom zaszyfrowanej wiadomości o treści: Envoyez vite cinquante livres. J'ai besoin pour mon dentiste co oznaczało, że lądowanie sił alianckich ma nastąpić 15 czerwca w Zatoce Biskajskiej. Telegram nadany w banku w Londynie otrzymał 27 maja 1944 roku dyrektor i główny menedżer Banco Espírito Santo w Lizbonie Antonio Manuel de Almeida. Poinstruowany wcześniej Almeida przekazał wiadomość niemieckim agentom, następnie telegram został przekazany do Kolonii, po czym do Berlina by ostatecznie trafić do Zossen, gdzie telegram odczytano jako ostrzeżenie zbliżającego się ataku w Zatoce Biskajskiej.
W wyniku operacji Ironside Luftwaffe nakazała zniszczenie czterech lotnisk na zachodnim wybrzeżu Francji. Ponadto Niemcy nie zdecydowali się na przesunięcie 11 Dywizji Pancernej z okolic Bordeaux do Normandii.